# Kijó
Kijó (szlovákul: Kyjov) község Szlovákiában, az Eperjesi kerület Ólublói járásában.

## Fekvése
Palocsától 12 km-re délkeletre, Héthárstól 10 km-re északra, a Tarca és a Poprád folyók között fekszik.

## Története
1477-ben „Kyo” néven említik először, de a falu már a 15. század első felében létezett, a tarkői uradalomhoz tartozott. A 16. században ruszinokkal telepítették be, 1538-ban a tizedjegyzék már ruszin faluként említi. 1600-ban a bíró házán kívül 26 adózó portája volt. 1787-ben 63 portával rendelkezett.
A 18. század végén Vályi András így ír róla: „KIJO. Orosz falu Sáros Várm. földes Urai Dezsőfi, és több Uraságok, lakosai katolikusok, és ó hitűek, fekszik Tarkóhoz nem meszsze, mellynek filiája, határjának fele termékeny, réttye, legelője meg lehetős, fája van, tsigák is teremnek itten.”
1828-ban 95 ház volt a faluban. Lakói mezőgazdasággal, állattartással, erdei munkákkal, szénégetéssel foglalkoztak.
Fényes Elek 1851-ben kiadott geográfiai szótárában így ír a faluról: „Kijow, Sáros vm. orosz falu, Héthárshoz éjszakra 1 mfld: 23 rom., 625 g. kath., 33 zsidó lak. Gör. paroch. templom. Két kastély. Sok legelő a hegyeken. Erdő. Liszt- és fürészmalom. F. u. a Dessewffy nemz. Ut. p. Eperjes.”
A 19. század második felében lakói tömegesen települtek ki a tengerentúlra. A 20. századig a Dessewffy és a Bornemissza család birtoka volt. 1919-ben lakói ellenálltak a rekvirációknak. A trianoni diktátum előtt Sáros vármegye Héthársi járásához tartozott.
1941-ben tífuszjárvány pusztított, melynek 33 áldozata volt. A szlovák nemzeti felkelés idején a falu támogatta a partizáncsoportokat, ezért a németek körbevették a falut, a lakosságot a kocsma elé terelték és mindenkit agyon akartak lőni. Végül 1945. január 22-én foglalta el a Vörös Hadsereg.

## Népessége
| Év:            | 1994. | 2004.   | 2014.   | 2024.   |
| -------------- | ----- | ------- | ------- | ------- |
| Emberek száma: | 716   | 767     | 759     | 740     |
| Eltérés:       |       | +7,12 % | -1,04 % | -2,50 % |

| Év:            | 2023. | 2024.   |
| -------------- | ----- | ------- |
| Emberek száma: | 733   | 740     |
| Eltérés:       |       | +0,95 % |

1910-ben 534, túlnyomórészt ruszin lakosa volt.
2001-ben 769 lakosából 675 szlovák és 53 ruszin volt.
2011-ben 729 lakosából 326 szlovák, 210 cigány és 166 ruszin.

## Nevezetességei
- Szűz Mária tiszteletére szentelt görögkatolikus temploma 1868-ban épült klasszicizáló barokk stílusban.
- A Felsőkánya felé vezető út mellett 1905-ben épített kápolna áll.

## Híres emberek
Itt született 1906. június 7-én Dezider Milly pedagógus, festő, grafikusművész.